# Upplands runinskrifter 449
Upplands runinskrifter 449 är ett vikingatida runstensfragment av granit i Harg, Odensala socken och Sigtuna kommun. Fragmentet har utgjort övre delen av en runsten. Dess storlek är 0,8 gånger 0,8 meter.

## Inskriften
Translitterering av runraden:
... (a)uk + fstkir + a(u)- (u)imontʀ + litu + ris... ...
Normalisering till runsvenska:
... ok Fastgæiʀʀ/Fastgærðr o[k] Vimundr letu ræis[a] ...
Översättning till nusvenska:
... och Fastger och Vimund läto resa ...